# Otto Jírovec
Otto Jírovec (31. ledna 1907, Praha – 7. března 1972, tamtéž) byl český akademik a parazitolog.

## Život
V roce 1929 získal doktorát na Přírodovědecké fakultě Univerzity Karlovy v Praze, kde také následně působil jako nehonorovaný asistent (1930–1932). V roce 1933 se zde habilitoval v oboru všeobecné zoologie a parazitologie a v roce 1948 získal titul profesora.
Během druhé světové války pracoval jako vedoucí laboratoře parazitologie ve Státním zdravotním ústavu, po osvobození se vrátil na Přírodovědeckou fakultu. V letech 1949–1952 vedl katedru zoologie, později řídil na UK zoologický ústav. V letech 1954–1961 vedl Parazitologickou laboratoř ČSAV a v letech 1954–1965 i časopis Československá parazitologie. V roce 1959 stál u založení Československé společnosti parazitologické (která se v roce 1993 transformovala na Českou parazitologickou společnost) a v roce 1964 inicioval založení Protozoologické sekce České parazitologické společnosti. Studoval hlavně parazitické prvoky a z onemocnění převážně trichomoniázu a toxoplazmózu. Odhalil původce intersticiální pneumonie kojenců Pneumocystis carinii (dnes Pneumocystis jirovecii, pojmenováno po něm).

## Dílo
Za své vědecké kariéry publikoval cca 280 odborných článků 250 popularizačních článků a 11 knih. Výběr nejznámějších knih:
- Parasiti člověka (1937)
- Zoologická technika (1942)
- Parasitologie pro lékaře (1948)
- Parasitologie pro zvěrolékaře (1948)
- Život pod drobnohledem (přeloženo do čtyř světových jazyků) (1955)